# Tectaria repanda
Tectaria repanda là một loài thực vật có mạch trong họ Dryopteridaceae. Loài này được (Willd.) Holttum miêu tả khoa học đầu tiên năm 1991.